# Symfonie nr. 5 (Beethoven)
De Vijfde Symfonie van Beethoven in c-mineur (Op. 67) werd tussen 1804 en 1808 geschreven in Wenen.
De Vijfde van Beethoven is een van de populairste en bekendste composities uit de geschiedenis van de klassieke muziek, en ook een van de meest gespeelde. Ze bevat verschillende muziekvormen: een sonata allegro als opening, een andante en een snel scherzo dat leidt naar de finale.
De première van deze symfonie was op 22 december 1808 in het Theater an der Wien, waarna ze al snel haar grootse reputatie opbouwde. E.T.A. Hoffmann omschreef de symfonie destijds al als "een van de belangrijkste werken uit haar tijd."
De symfonie begint met twee keer vier noten 'kort-kort-kort-lang' motief.
(luisterⓘ)
De symfonie, en dan met name het welbekende eerste thema van twee keer vier noten, is wereldwijd bekend. Mede daardoor komen delen uit het werk regelmatig terug in de huidige volkscultuur, variërend van nieuwe bewerkingen in andere muziekstijlen (bijvoorbeeld disco en rock-'n-roll tot uitvoeringen in films en op televisie).
Een uitvoering van het gehele werk duurt ongeveer 30 minuten.
Deze symfonie wordt weleens de "Noodlotsymfonie" genoemd. De legende zegt dat Beethoven ooit over de vier noten zei: "Het noodlot klopt aan de deur". De romantische interpretatie van deze symfonie is dat hieruit Beethovens overtuiging spreekt dat het noodlot ooit overwonnen zal kunnen worden. Het openingsmotief van Beethovens vijfde symfonie werd in de Tweede Wereldoorlog op zenders van de BBC als herkenningsmelodie gebruikt. In morsecode ( ▄ ▄ ▄ ▄▄▄  "kort-kort-kort-lang") wordt hiermee de letter "V" gesymboliseerd. Natuurlijk wist Beethoven dat niet, de symfonie is ouder dan de morsecode. Het V-teken ('victory') stond symbool voor overwinning en vrede en was in 1941 onder velen als zodanig bekend. De symfonie is ook het muzikale thema van The Longest Day, een Amerikaanse oorlogsfilm uit 1962 over de landing in Normandië.

## Instrumentatie
De symfonie is gecomponeerd voor piccolo (enkel vierde deel), 2 fluiten, 2 hobo's, 2 klarinetten in Bes en C, 2 fagotten, contrafagot of dubbel fagot (enkel vierde deel), 2 hoorns in Es en C, 2 trompetten, 3 trombones (alt, tenor en bas, enkel vierde deel), pauken (in G-C) en strijkers.

## Delen
1. Allegro con brio
2. Andante con moto
3. Scherzo (allegro)
4. Allegro - Presto

Opname door Skidmore College Orchestra

## Trivia
- Het hoofdthema van het eerste deel inspireerde Sergej Rachmaninov voor zijn lied Sud'ba (op. 21 nr. 1) uit 1900.
- Het hoofdthema van het eerste deel is de titelmuziek van het AVRO-televisieprogramma Maestro, waarin bekende Nederlanders een orkest dirigeren. Het dirigeren van het eerste deel is tevens een verplicht onderdeel in de finale van dit programma.